# Мраз, Бруно
Бруно Мраз (словацк. Bruno Mráz; 13 апреля 1993, Братислава) — словацкий хоккеист, нападающий.

## Биография
Воспитанник братиславского «Слована», неоднократно призывался в сборную Словакии по своему возрасту. В сезоне 2011/12 выступал за Брэндон в Западной Хоккейной Лиге.
В сезоне 2013/14 провел в КХЛ за Слован пять игр, с полезностью -2. В этом же году играл в Словакии за «Скалицу», проведя также еще один сезон там.
В сезонах 2015/16 и 2016/17 выступал за Зволен. 
13 июля 2017 года подписал контракт с новокузнецким Металлургом, но не сыграв ни одной игры в сезоне 2 сентября 2017 года расторг контракт. Вскоре подписал контракт с чешским хоккейным клубом «Оломоуц», выступающим в чешской экстралиге.